# No Meals on Wheels
No Meals on Wheels (titulado Nada de comida sobre ruedas en España y Comida sin ruedas en Hispanoamérica) es el decimocuarto episodio de la quinta temporada de la serie Padre de familia emitido el 25 de marzo de 2007 a través de FOX.
El episodio está escrito por Mike Henry y dirigido por Greg Colton. Las críticas recibidas fueron dispares, en cuanto a la cuota de pantalla, el capítulo fue visto por 7,97 millones de televidentes.
La trama se centra en la familia Griffin, los cuales deciden abrir un restaurante, pero cuando ven que el negocio no resulta rentable, Joe Swanson se ofrece a presentarse con sus amigos para levantar los ingresos del local, sin embargo Peter se muestra decepcionado al ver que los amigos de estos no eran lo que pensaban, ya que el local se llena de minusválidos a los que no duda en despreciar.

## Argumento
Harto de las gorroneadas de Mort Goldman, quien no para de pedirle cosas, Peter decide fabricar un espantajudios con su mejor traje y la cara de Hitler como cabeza, para disgusto de Lois, por ver un símbolo racista en su jardín y porque su marido ha destrozado su traje, harta decide llevarle a comprar uno de segunda mano, allí Peter ve unos pijamas de franela del que se encapricha hasta tal punto de que lleva varios días sin quitárselos e incluso ir a trabajar con ellos. De repente, Peter empieza a sacudir descargas electrostáticas por culpa de su nueva vestimenta y la moqueta por la que pisa, Peter empieza a disfrutar de su nueva habilidad hasta que Lois, ya cansada de los calambres manda tirar la moqueta, en un rincón de la casa descubren una antigua moneda del siglo XVIII bajo la moqueta, la cual es puesta a la venta por 50.000 dólares.
Con el dinero, Peter y Lois deciden abrir el restaurante que siempre soñaron, pero las cosas no pintan bien cuando descubren que el bar está en números rojos. Joe se ofrece a ayudar a Peter a reflotar el negocio llevando consigo a sus amigos. Peter está ilusionado de ver que el restaurante se convertirá en un local regentado por policías hasta que descubre que sus amigos son todos parapléjicos. El local resulta ser un éxito para gozo de Lois, sin embargo Peter no comparte su alegría puesto que ve cómo el bar se parece más a la "cafetería del hospital de veteranos". Peter decide entonces prohibir el acceso a los minusválidos lo cual acaba por indignar a Joe.
Al día siguiente, Peter está en la terraza del restaurante junto con Chris y Stewie, cuando se acercan al local, Joe y varias unidades de discapacitados le piden entrar, pero ante la negativa de Peter, se unen los discapacitados y forman un gigantesco robot conocido como el "cojotrón" que empieza a atacar el restaurante mientras Peter y sus hijos permanecen en el lugar, cuando el Cojotrón tiene rodeado a Peter, Stewie escala entre los minusválidos hasta llegar a lo alto del cojotrón y lo derriba con tan mala fortuna que todos los parapléjicos caen encima de Peter además de que el restaurante queda destruido. En el hospital, le diagnostican que tendrá que ir en silla de ruedas durante dos semanas, Lois por su parte le recrimina su mal comportamiento respecto a Joe. Pronto los problemas de adaptabilidad se hacen patentes en Peter nada más salir del hospital y empieza a comprobar lo duro que es ser discapacitado, al no llevar más de un día va a ver a Joe y ha disculparse por su intolerancia tras saber lo que se siente yendo en silla de ruedas al igual que su amigo, el cual acepta sus disculpas y hacen las paces.

## Producción
El episodio fue escrito por Mike Henry y dirigido por Greg Colton. La escena del "Cojotrón" fue diseñada por el propio Colton mediante la animación por ordenador junto al CGI y la animación tradicional.
El capítulo en cuestión aparece en la edición DVD de la quinta temporada, el cual salió a la venta en Estados Unidos el 21 de octubre de 2008 con varios extras como audiocomentarios y escenas eliminadas e inéditas.